# Gong Zhichao
Gong Zhichao (Anhua, 15 december 1977) is een Chinese voormalige badmintonspeelster.

## Carrière
Gong behoorde gedurende haar actieve carrière, die duurde van 1996 tot 2002, tot de wereldwijde top van vrouwelijke badmintonspeelsters. Ze heeft diverse grote prijzen gewonnen, waar de gouden medaille op de Olympische Zomerspelen van 2000 in Sydney bij het enkelspel het belangrijkste was. Tevens won ze tweemaal de All England. Daarbij versloeg ze haar landgenoten Dai Yun in 2000 en Zhou Mi in 2001. Aziatisch kampioen werd ze in 1996 en in 2001 eindigde ze op de derde plaats tijdens de wereldkampioenschappen.
Rond haar winst van de gouden medaille tijdens de Olympische Spelen hangt sinds 2022 echter een controverse. In de halve finale zou haar opponente, de Chinese Ye Zhaoying, instructies hebben gekregen van haar coach om opzettelijk te verliezen. Dit omdat werd verwacht dat Gong een grotere kans maakte om de finale tegen de Deense Camilla Martin te winnen. De halve finale won Gong met 11-8 en 11-8. In de finale won ze ook daadwerkelijk van Martin met de cijfers 13-10 en 11-3.

## Resultaten

### Internationale kampioenschappen
| Jaar | Wedstrijd           | Plaats       | Discipline        | Resultaat           |
| ---- | ------------------- | ------------ | ----------------- | ------------------- |
| 1996 | Aziatische kamp.    | Surabaya     | Vrouwen enkelspel | Goud                |
| 1997 | WK                  | Glasgow      | Vrouwen enkelspel | Zilver              |
| 1997 | Badminton World Cup | Yogyakarta   | Vrouwen enkelspel | Brons               |
| 1998 | Aziatische Spelen   | Bangkok      | Vrouwen enkelspel | Zilver              |
| 1998 | Aziatische kamp.    | Bangkok      | Vrouwen enkelspel | Zilver              |
| 1999 | WK                  | Kopenhagen   | Vrouwen enkelspel | verlies in 3e ronde |
| 1999 | Aziatische kamp.    | Kuala Lumpur | Vrouwen enkelspel | Brons               |
| 2000 | OS                  | Sydney       | Vrouwen enkelspel | Goud                |
| 2001 | WK                  | Sevilla      | Vrouwen enkelspel | Brons               |

### Landenwedstrijden
| Jaar | Wedstrijd         | Plaats       | Resultaat |
| ---- | ----------------- | ------------ | --------- |
| 1997 | Sudirman Cup      | Glasgow      | Goud      |
| 1998 | Thomas Cup        | Hongkong     | Goud      |
| 1998 | Aziatische Spelen | Bangkok      | Goud      |
| 1999 | Sudirman Cup      | Kopenhagen   | Goud      |
| 2000 | Thomas Cup        | Kuala Lumpur | Goud      |
| 2001 | Sudirman Cup      | Sevilla      | Goud      |

### Diverse overwinningen
| Jaar | Wedstrijd          |
| ---- | ------------------ |
| 1996 | Denmark Open       |
| 1997 | Swedish Open       |
| 1997 | China Open         |
| 1998 | Japan Open         |
| 2000 | All England Open   |
| 2000 | Japan Open         |
| 2000 | Malaysia Open      |
| 2000 | Copenhagen Masters |
| 2001 | All England Open   |

1992: Susi Susanti ·
1996: Bang Soo-hyun ·
2000: Gong Zhichao ·
2004: Zhang Ning ·
2008: Zhang Ning ·
2012: Li Xuerui ·
2016: Carolina Marín ·
2020: Chen Yufei ·
2024: An Se-young